# Leonardo Roissard de Bellet
Leonardo Roissard de Bellet (Nizza Marittima, 16 novembre 1816 – Roma, 11 febbraio 1901) è stato un militare e politico italiano.

## Biografia
Fu senatore del Regno d'Italia dalla XVI legislatura.
Tenente generale dei Carabinieri, nel 1878 divenne il sedicesimo Comandante generale.
Dopo la soppressione del Comitato dell'Arma, il 16 novembre 1882 l'Arma torna ad avere un organo di comando individuale denominato Comando dell'Arma dei Carabinieri, cui venne preposto un tenente generale, ed il primo a ricoprire questo ruolo fu il tenente generale Roissard de Bellet, che già l'esercitava di fatto come presidente del soppresso Comitato.